# 矩鳞铁杉
矩鳞铁杉（学名：Tsuga chinensis var. oblongisquamata）为松科铁杉属下的一个变种。

## 扩展阅读
- 維基物種上的相關：矩鳞铁杉